# Mickey’s Speedway USA
Mickey’s Speedway USA – gra wyścigowa wydana w 2000 roku na konsolę Nintendo 64 przez Nintendo.

## Fabuła
Pies Pluto zostaje porwany przez tajemniczy gang o nazwie „Weasels” i ma diamenty na obroży. Gdy Miki się o tym dowiaduje, mówi o tym swoim przyjaciołom. Niestety, dowiedział się o tym złodziej, Czarny Piotruś. Miki i jego przyjaciele udają się do profesora Ludwiga von Drake’a, który zajmuje się wynalazkami. Po usłyszeniu, że Pluto zaginął, profesor daje Mikiemu i jego przyjaciołom gokarty, mające pomóc w poszukiwaniu psa.

## Postacie
- Myszka Miki
- Kaczka Daisy
- Goofy
- Czarny Piotruś
- Myszka Minnie
- Kaczor Donald
- Hyzio (ukryta postać)
- Dyzio (ukryta postać)
- Zyzio (ukryta postać)
- Ludwig von Drake (ukryta postać)